# Lo mejor de Laura Pausini: Volveré junto a ti
The Best of Laura Pausini: E Ritorno Da te — (en español: Lo mejor de Laura Pausini: Volveré junto a ti), es el segundo álbum de recopilación de éxitos de la cantante italiana Laura Pausini, publicado el 9 de octubre del 2001 en la versión en español, y el 12 de octubre del mismo año en la versión italiana del álbum. Para el mercado brasileño se publicó la versión en italiano del álbum titulada The Best of Laura Pausini - E ritorno da te Platinum Edition, que contiene además un Bonus track en idioma portugués titulado «Esperança», además siendo el tema musical de la telenovela brasileña Terra Nostra. Esta canción le generó a Pausini un Prêmio Contigo! en la categoría «Mejor tema de apertura de telenovela».
Lo mejor de Laura Pausini: Volveré junto a ti recibió cuatro nominaciones a los Latin Grammy, incluyendo en la categoría "Mejor álbum pop femenino".
Adicionalmente de sus grandes éxitos, el recopilatorio cuenta con cuatro canciones nuevas, «Volveré junto a ti» que se desprende como el primer sencillo del álbum, fue escrita, interpretada y producida por la cantante. La canción recibió varios premios y nominaciones a nivel internacional, y es una de las canciones más recordadas de Pausini, está inspirada en la relación sentimental de la italiana con su exmánager y pareja, Alfredo Cerruti. «Dos historias iguales», «Dime» a dúo con el cantante español, José el Francés, y «One More Time» grabada originalmente en el año 1999 para la banda sonora de la película Message in a Bottle.
Para la promoción del disco Pausini realizó una gira titulada World Tour 2001-2002 con el cual con cincuenta fechas recorrió América y Europa.
Este disco ha logrado vender más de siete millones a nivel mundial, de las cuales vendió más de 1 000 000 en territorio italiano —país en el cual es su álbum con mayores ventas y es el álbum recopilatorio más vendido en la historia de Italia.— Y en Francia el disco logró vender 1 005 900 copias y es el disco más vendido por un italiano en este territorio.

## Antecedentes
Desde el año 1994, la italiana publicó su primer álbum recopilatorio homónimo, pero con temas exclusivos en castellano, de sus primeras dos producciones en italiano, para el público español y latinoamericano. En el álbum se incluyen los exitosos sencillos, «La soledad», «Amores extraños», «Se fue» y «Gente». Este compilatorio resultó ser un suceso comercial para la cantante, con ventas de más de ocho millones de copias a nivel mundial, es el disco más vendido en la historia de España por un cantante extranjero y el segundo álbum más vendido en la historia del país, con ventas que superiores a 1 3000 000 unidades. Y recibiendo certificaciones en toda América Latina, entre Brasil y México, se vendió 1 000 000 de unidades, 500 000 en cada territorio.
En el año 2000 se publica Entre tú y mil mares, disco en el cual ya no toca temas adolescentes, y siendo el más maduro hasta la fecha de la cantante. Este álbum le valió una nominación al Latin Grammy Award en la categoría "Mejor álbum vocal pop femenino" en el año 2001 y también recibió una nominación al "Mejor productor del año". De acuerdo a la cantante, después de publicar Lo mejor de Laura Pausini: Volveré junto a ti, deseaba lanzarse a la escena anglosajona. Tal cual, en el año 2002 Pausini da a conocer su primer y único álbum en inglés para Canadá y Estados Unidos, y en el año 2003 para el resto de Europa, titulado From the Inside.

## Lista de canciones

### The Best of Laura Pausini: E ritorno da te
| N.º | Título                                                  | Letras                                 | Música                                                        | Álbum                       | Duración |  |
| 1.  | «E ritorno da te»                                       | Laura Pausini, Cheope                  | Daniel                                                        | New song                    | 4:01     |  |
| 2.  | «La solitudine» (2001 versión)                          | Federico Cavalli, Cremonesi            | Angelo Valsiglio, Pietro Cremonesi                            | Laura Pausini (1993)        | 4:24     |  |
| 3.  | «Non c'è» (2001 versión)                                | Cavalli, Cremonesi                     | Valsiglio, Cremonesi                                          | Laura Pausini (1993)        | 4:16     |  |
| 4.  | «Strani amori» (2001 versión)                           | Cheope, Marco Marati, Francesco Tanini | Valsiglio, Roberto Buti                                       | Laura (1994)                | 4:17     |  |
| 5.  | «Gente (Ordinary People)» (2001 versión)                | Cheope, Marati                         | Valsiglio                                                     | Laura (1994)                | 4:37     |  |
| 6.  | «Incancellabile»                                        | Cheope                                 | Giuseppe Carella, Fabrizio Baldoni, Gino de Stefani           | Le cose che vivi (1996)     | 3:50     |  |
| 7.  | «Le cose che vivi»                                      | Cheope, Fabrizio Pausini               | Carella, Baldoni, de Stefani                                  | Le cose che vivi (1996)     | 4:31     |  |
| 8.  | «Seamisai (Sei que me amavas)» (Duet with Gilberto Gil) | Cheope, Gilberto Gil                   | Carella                                                       | Le cose che vivi (1996)     | 3:40     |  |
| 9.  | «Ascolta il tuo cuore»                                  | Cheope, F. Pausini                     | Vito Mastrofrancesco, Alberto Mastrofrancesco, Charles Cohiba | Le cose che vivi (1996)     | 4:40     |  |
| 10. | «Mi respuesta»                                          | L. Pausini, Cheope, Badia              | Claudio Guidetti                                              | Mi respuesta (1998)         | 3:43     |  |
| 11. | «In assenza di te»                                      | L. Pausini, Cheope                     | Antonio Galbiati                                              | La mia risposta (1998)      | 4:29     |  |
| 12. | «Un'emergenza d'amore»                                  | L. Pausini, Cheope, Massimo Pacciani   | Eric Buffat                                                   | La mia risposta (1998)      | 4:34     |  |
| 13. | «One More Time»                                         | Richard Marx                           | Marx                                                          | Message in a Bottle: (1999) | 4:22     |  |
| 14. | «Tra te e il mare»                                      | Biagio Antonacci                       | Antonacci                                                     | Tra te e il mare (2000)     | 3:49     |  |
| 15. | «Il mio sbaglio più grande»                             | L. Pausini, Giuseppe Dati, Cheope      | Andreas Carlsson, Alistair Thomson                            | Tra te e il mare (2000)     | 3:06     |  |
| 16. | «Una storia che vale»                                   | L. Pausini, Cheope                     | Daniel                                                        | New song                    | 4:15     |  |

| Platinum edition bonus track |                                   |                                                          |                     |          |  |
| N.º                          | Título                            | Escritor(es)                                             | Adaptación italiana | Duración |  |
| 17.                          | «Speranza» (Telenovela Esperança) | Marcelo Tranquilli Barbosa, Luiz Schiavon, Nil Bernardes | Laura Pausini       | 3:49     |  |

### Lo mejor de Laura Pausini: Volveré junto a ti
| N.º | Título                                                       | Letras                                                           | Música                                                        | Álbum                       | Duración |  |
| 1.  | «Volveré junto a ti»                                         | Laura Pausini, Cheope, Badia                                     | Daniel                                                        | New song                    | 4:01     |  |
| 2.  | «La soledad» (2001 versión)                                  | Federico Cavalli, Cremonesi, Badia                               | Angelo Valsiglio, Pietro Cremonesi                            | Laura Pausini (1994)        | 4:24     |  |
| 3.  | «Se fue» (2001 versión)                                      | Cavalli, Cremonesi, Badia                                        | Valsiglio, Cremonesi                                          | Laura Pausini (1994)        | 4:16     |  |
| 4.  | «Amores extraños» (2001 versión)                             | Cheope, Marco Marati, Francesco Tanini, Badia                    | Valsiglio, Roberto Buti                                       | Laura Pausini (1994)        | 4:17     |  |
| 5.  | «Gente (Ordinary People)» (2001 versión)                     | Cheope, Marati, Badia                                            | Valsiglio                                                     | Laura Pausini (1994)        | 4:37     |  |
| 6.  | «Inolvidable»                                                | Cheope, Badia                                                    | Giuseppe Carella, Fabrizio Baldoni, Gino de Stefani           | Las cosas que vives (1996)  | 3:50     |  |
| 7.  | «Las cosas que vives»                                        | Cheope, Fabrizio Pausini, Badia                                  | Carella, Baldoni, de Stefani                                  | Las cosas que vives (1996)  | 4:31     |  |
| 8.  | «Cuando se ama (Sei que me amavas)» (Duet with Gilberto Gil) | Cheope, Badia, Gilberto Gil                                      |                                                               | Las cosas que vives (1996)  | 3:40     |  |
| 9.  | «Escucha a tu corazón»                                       | Cheope, F. Pausini, Badia                                        | Vito Mastrofrancesco, Alberto Mastrofrancesco, Charles Cohiba | Las cosas que vives (1996)  | 4:40     |  |
| 10. | «La mia risposta»                                            | L. Pausini, Cheope                                               | Claudio Guidetti                                              | La mia risposta (1998)      | 3:43     |  |
| 11. | «En ausencia de ti»                                          | L. Pausini, Cheope, Badia                                        | Antonio Galbiati                                              | Mi respuesta (1998)         | 4:29     |  |
| 12. | «Emergencia de amor»                                         | L. Pausini, Cheope, Massimo Pacciani, Carlos Pixin, León Tristán | Eric Buffat                                                   | Mi respuesta (1998)         | 4:34     |  |
| 13. | «One More Time»                                              | Richard Marx                                                     | Marx                                                          | Message in a Bottle (1999)  | 4:22     |  |
| 14. | «Entre tú y mil mares»                                       | Biagio Antonacci, Badia                                          | Antonacci                                                     | Entre tú y mil mares (2000) | 3:50     |  |
| 15. | «Un error de los grandes»                                    | L. Pausini, Giuseppe Dati, Cheope, Badia                         | Andreas Carlsson, Alistair Thomson                            | Entre tú y mil mares (2000) | 3:06     |  |
| 16. | «Dos historias iguales»                                      | L. Pausini, Cheope, Badia                                        | Daniel                                                        | New song                    | 4:13     |  |
| 17. | «Dime» (Duet with José el Francés)                           | José Rodríquez Vázquez                                           | Vázquez                                                       | New song                    | 3:37     |  |

## Rendimiento comercial

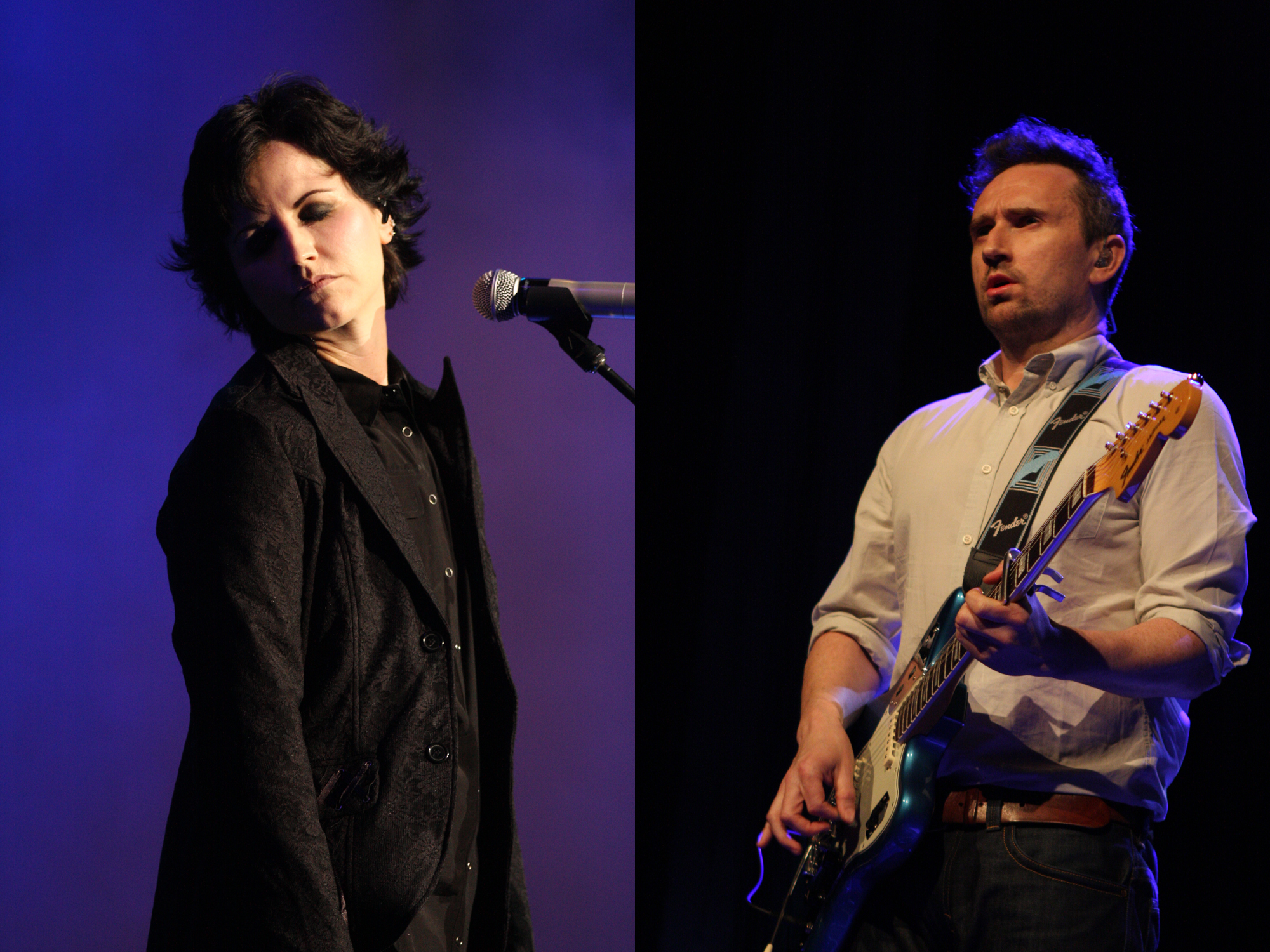
E Ritorno Da Te, bloqueó de ser número uno por dos semanas consecutivas en la Federación de la Industria Musical Italiana al álbum Wake up and Smell the Coffee de la banda irlandesa The Cranberries.

The Best of Laura Pausini: E Ritorno Da Te logró ser un éxito comercial para Pausini.
El álbum logró ingresar en la casilla número uno en Italia por dos semanas consecutivas, en total el álbum permaneció por ocho semanas no consecutivas en el número uno, también permaneció cuarenta y seis semanas en la lista de los veinte álbumes más vendidos en su país entre el año 2001 y 2002. Posterior a esto, desde el año 2005 que se comienzan a registrar datos en la base de αCharts.us el álbum ha figurado de la semana siete del 2005 en la casilla sesenta y tres, siendo un álbum longevo, logrando estar en el top cien de su país natal durante 277 semanas, con última aparición en el mes de septiembre del año 2013 en la posición noventa y uno, en total el álbum ha logrado figurar durante 362 semanas. Ingresó en las listas anules de lo más vendido en su país durante los años 2001, 2002, 2005, 2006 y 2007. Con esto, logra ser el álbum más vendido para Pausini en su país natal, con más de 1 000 000 de copias vendidas en sus primeros tres años de estar a la venta.
En la región valona de Bélgica debutó como número cuarenta y dos, a la semana posterior sube al puesto treinta, durante seis semanas transcurridas el álbum se mantiene en entre los cuarenta y cinco álbumes más vendidos en el país, en la séptima semana el recopilatorio sube hasta la casilla número diecisiete, posterior a esto en su semana siguiente sube a la casilla número nueve, obteniendo así su mejor rendimiento en las listas belgas. Posterior a esto durante tres semanas consecutivas el álbum queda encasillado en la posición número diez. Posteriormente se mantuvo durante seis semanas entre los veinticinco álbumes más vendidos, en total el recopilatorio permaneció durante cuarenta y seis semanas en el Ultratop 50. Fue el álbum treinta y cinco y sesenta y siete más vendido durante los años 2002 y 2003 respectivamente.
En la región flamenca The Best Of Laura Pausini: E Ritorno Da Te debutó como número cuarenta y seis, a la semana siguiente subió al puesto cuarenta, donde obtuvo su mejor posición, el recopilatorio re-entró en la segunda semana de julio del año 2003, como número cuarenta y siete, con un total de tres semanas en el top 50.
En Francia se posicionó como número dos, en la lista anual del 2001 estuvo en el top cuarenta, mientras en la lista anual del año 2003 fue el cuarto álbum más vendido en Francia.
En el año 2003, se habían vendido más de 800 000 copias en Francia, de acuerdo con la revista norteamericana Billboard. Hasta la fecha este recopilatorio en total logró vender 1 005 900, siendo certificado doble disco de platino por el Syndicat National de l'Édition Phonographique, es el álbum italiano con mayores ventas en territorio francés y el álbum 133 más vendido en la historia de este país.
En Suiza, The Best Of Laura Pausini: E Ritorno Da Te en su semana de estreno en la última semana de octubre del año 2001, se ubicó en la casilla número tres, a la semana siguiente logró mantenerse en esta posición. El álbum logró permanecer durante cien semanas en el Hitparade, durante los años 2002, 2003, 2004, 2006 y 2007 también se posicionó en la lista de éxitos Suizo. En el año 2001 en el top anual fue el álbum treinta más vendido, y en el año posterior se ubicó en la casilla veinticinco.
En otros países de Europa como Alemania figuró en el número cuarenta y cuatro. El recopilatorio en el año 2010, a nueve años de su publicación logra posicionarse en el puesto diecinueve en el Top Stranih de Croacia. En Países Bajos y Suecia, logró estar entre los treinta más vendidos, en el primero de estos permaneció durante quince semanas, y en Suecia siete semanas en las listas de éxitos.

## Posicionamiento en las listas musicales
| Alemania       | Media Control Charts              | 44 |
| Bélgica        | Ultratop 200 Flandes              | 40 |
| Bélgica        | Ultratop 200 Valona               | 9  |
| Brasil         | ABPD Discos Top 20 semanal        | 17 |
| Croacia        | Top Stranih                       | 19 |
| España         | AFYVE Top 10                      | 6  |
| Estados Unidos | Latin Pop Albums                  | 4  |
| Estados Unidos | Top Latin Albums                  | 9  |
| Finlandia      | Finnish Top 50                    | 6  |
| Francia        | French Compilations               | 2  |
| Italia         | Classifiche Albums Top 100        | 1  |
| Países Bajos   | Dutch Album Top 100               | 28 |
| Suecia         | Sverigetopplistan álbumes top 60  | 27 |
| Suiza          | Schweizer Hitparade Alben Top 100 | 3  |

| País           | Lista                                | Posición |      |      |      |      |      |
| 2001           | 2001                                 | 2001     | 2001 | 2001 | 2001 | 2001 | 2001 |
| -------------- | ------------------------------------ | -------- | ---- | ---- | ---- | ---- | ---- |
| Francia        | Classement Compilations – année 2001 | 36       |      |      |      |      |      |
| Italia         | Classifiche Albums Annuali           | 5        |      |      |      |      |      |
| Suiza          | Schweizer Jahreshitparade            | 30       |      |      |      |      |      |
| 2002           |                                      |          |      |      |      |      |      |
| Bélgica        | Valona Rapports Annuels              | 35       |      |      |      |      |      |
| Estados Unidos | Anual Latin Pop Albums               | 13       |      |      |      |      |      |
| Francia        | Classement Compilations – année 2002 | 4        |      |      |      |      |      |
| Italia         | Classifiche Albums Annuali           | 8        |      |      |      |      |      |
| Suiza          | Schweizer Jahreshitparade            | 24       |      |      |      |      |      |
| 2003           |                                      |          |      |      |      |      |      |
| Bélgica        | Valona Rapports Annuels              | 67       |      |      |      |      |      |
| Francia        | Classement Compilations – année 2003 | 4        |      |      |      |      |      |
| 2005           |                                      |          |      |      |      |      |      |
| Italia         | Classifiche Albums Annuali           | 90       |      |      |      |      |      |
| 2006           |                                      |          |      |      |      |      |      |
| Italia         | Classifiche Albums Annuali           | 90       |      |      |      |      |      |
| 2007           |                                      |          |      |      |      |      |      |
| Italia         | Classifiche Albums Annuali           | 87       |      |      |      |      |      |

## Certificaciones
| Territorio     | Organismo certificador | Certificación | Ventas certificadas | Simbolización | Ref.   |
| -------------- | ---------------------- | ------------- | ------------------- | ------------- | ------ |
| Argentina      | CAPIF                  | Platino       | 100 000             | ▲             | [ 68 ] |
| Bélgica        | BEA                    | Oro           | 25 000              | ●             | [ 69 ] |
| Brasil         | ABPD                   | Platino       | 250 000             | ▲             | [ 70 ] |
| Colombia       | ASINCOL                | Oro           | 50 000              | ●             | [ 71 ] |
| España         | PROMUSICAE             | Platino       | 140 000             | ▲             | [ 73 ] |
| Estados Unidos | RIAA                   | Platino       | 100 000             | ▲             | [ 74 ] |
| Europa         | IFPI                   | Platino       | 1 000               | ▲             | [ 75 ] |
| Finlandia      | Musiikkituottajat      | Platino       | 33 027              | ▲             | [ 76 ] |
| Francia        | SNEP                   | 2x Platino    | 1 005 900           | 2▲            | [ 42 ] |
| Italia         | FIMI                   | Diamante      | 1 000               | 10▲           | [ 26 ] |
| México         | Amprofon               | Oro           | 75 000              | ●             | [ 77 ] |
| Suiza          | IFPI — Suiza           | 2x Platino    | 80 000              | 2▲            | [ 78 ] |

## Sucesión en listas italianas
| Anterior: «Shake» de Zucchero | FIMI — Álbum Nro 1 11 de octubre de 2001 — 26 de octubre de 2001 | Siguiente: «LU*CA» de Luca Carboni |